# Список колониальных губернаторов и администраторов Доминики
В списке ниже перечислены губернаторы и администраторы Доминики (известные), в период когда она являлась колонией королевства Великобритании (1761—1778; 1784—1800), королевства Франции (1778—1784) и Великобритании (1800—1978).

## Губернаторы (1761—1833)

### Британское правление (1761—1778)
- 1761—1763: лорд Ролло[англ.]
- 1763—1765: Роберт Мелвилл
- 1765—1767: Джордж Скотт[англ.] (исполняющий обязанности)
- 1768—1773: сэр Уильям Янг[англ.]
- 1773—1774: Уильям Стюарт
- 1774—1778: сэр Томас Ширли[англ.]
- 1778: Уильям Стюарт (исполняющий обязанности)

### Французское правление (1778—1784)
- 1778—1781: Мари-Шарль, маркиз дю Шилло[англ.]
- 1781—1782: граф де Бургон
- 1782—1784: М. де Бопре

### Британское правление (1784—1833)
- 1784—1792: сэр Джон Орд[англ.]
  - 1789—1790: Томас Брюс[англ.] (исполняющий обязанности)
- 1792—1794: Томас Брюс (исполняющий обязанности)
- 1794—1796: Генри Гамильтон[англ.]
- 1796—1797: Джон Мэтсон (исполняющий обязанности)
- 1797—1802: Эндрю Джеймс Кокрейн-Джонстон[англ.]
- 1802—1805: Джордж Прево
- 1805—1808: Джордж Меткалф[англ.] (исполняющий обязанности)
- 1808: Эдвард Барнс
- 1808—1809: Джеймс Монтгомери[англ.]
- 1809—1812: Эдвард Барнс
- 1812—1813: Джон Корлет (исполняющий обязанности)
- 1813—1814: Джордж Роберт Эйнсли[англ.]
- 1814—1816: Бенджамин Лукас (исполняющий обязанности)
- 1816: Роберт Рид (исполняющий обязанности)
- 1816—1819: Чарльз Уильям Максвелл[англ.]
- 1819—1820: Роберт Рид (исполняющий обязанности)
- 1820—1821: Сэмюэл Форд Уиттингем[англ.]
- 1821—1822: Роберт Рид (исполняющий обязанности)
- 1822—1824: граф Хантингдон
- 1824: Уильям Бремнер (исполняющий обязанности)
- 1824—1830: Уильям Николай[англ.]
  - 1827—1828: Джон Лэйдлоу (исполняющий обязанности)
- 1830—1832: Джеймс Поттер Локхарт (исполняющий обязанности)
- 1832—1833: Эван Джон Мюррей-Макгрегор[англ.]

## Вице-губернаторы (1833—1872)
В 1833 году, после создания колонии Британских Подветренных островов, губернатора Доминики сменил вице-губернатор, подчинённый губернатору Британских Подветренных островов.
- 1833—1835: Чарльз Марш Шомберг[англ.]
- 1835—1837: Джеймс Поттер Локхарт (исполняющий обязанности)
- 1837—1838: Генри Лайт
- 1838: Джон Лонгли
- 1838—1839: С. Бриджуотер (исполняющий обязанности)
- 1839—1843: Джон Макфейл
- 1843—1845: Дугальд Стюарт Лэйдлоу (исполняющий обязанности)
- 1845—1851: Джордж Макдональд
- 1851—1857: Сэмюэл Венсли Блэколл[англ.]
- 1857—1861: Гарри Сент-Джордж Орд[англ.] (исполняющий обязанности с 1860 года)
- 1860—1861: Джордж Беркли[англ.] (исполняющий обязанности)
- 1861—1864: Томас Прайс[англ.]
- 1865: Уильям Кливер Фрэнсис Робинсон (исполняющий обязанности)
- 1865—1867: Джеймс Роберт Лонгден[англ.]
- 1867—1869: Генри Эрнест Гаскойн Бульвер (исполняющий обязанности)
- 1869—1871: Сэнфорд Фрилинг
- 1871—1872: Нил Портер[англ.] (исполняющий обязанности)

## Президенты (1872—1895)
В 1872 году вице-губернатор был заменён президентом, который оставался в подчинении губернатора Британских Подветренных островов.
- 1872—1873: Александр Уилсон Мойр
- 1873—1882: Чарльз Монро Элдридж
- 1882—1887: Джеймс Мид
- 1887—1894: Джордж Рутвен Ле Хант[англ.]
- 1894—1895: Эдвард Бейнс (исполняющий обязанности)

## Администраторы (1895—1967)
В 1895 году президента сменил администратор, который оставался в подчинении губернатора Британских Подветренных островов до 1940 года, когда Доминика была передана колонии Британских Наветренных островов. С 1940 по 1958 год администратор подчинялся губернатору Британских Наветренных островов. С 1958 по 1962 год администратор подчинялся генерал-губернатору Вест-Индской федерации.
- 1895—1899: Филип Артур Темплер
- 1899—1905: Генри Хескет Джуду Белл[англ.]
- 1905—1914: Уильям Дуглас Янг[англ.] (исполняющий обязанности с 1913 года)
- 1914: Эдвард Роул Дрейтон
- 1915—1919: Артур Уильям Махаффи
- 1919—1923: Роберт Уолтер
- 1923—1924: Уилфред Беннет Дэвидсон-Хьюстон (исполняющий обязанности)
- 1924—1930: Эдвард Карлайон Элиот[англ.]
  - 1927—1928: Герберт Уолтер Пиблз (исполняющий обязанности)
- 1930—1931: Томас Эдвин Персиваль Бейнс (исполняющий обязанности)
- 1931—1933: Уолтер Эндрю Боуринг
- 1933—1937: Генри Брэдшоу Пофэм[англ.]
- 1937—1938: Томас Эдвин Персиваль Бейнс (исполняющий обязанности)
- 1938—1946: Джеймс Скотт Нил (исполняющий обязанности с 1945 года)
- 1946—1952: Эдвин Портер Эроусмит[англ.]
- 1952—1959: Генри Лоуренс Линдо[англ.]
- 1960—1964: Алек Лавлейс
- 1965—1967: Джеффри Колин Гай

## Губернаторы (1967—1978)
В 1967 году администратор был заменен губернатором после того, как Доминика была признана ассоциированным государством Вест-Индии.
- 1967: Джеффри Колин Гай
- 1967—1978: сэр Льюис Кулс-Лартиг